# Justine Masika Bihamba
Justine Masika Bihamba, née en 1965 à Butembo, en république démocratique du Congo (RDC), est une militante congolaise.
Fondatrice de l'organisation non gouvernementale Synergie des Femmes pour les Victimes de Violence Sexuelle, elle travaille à améliorer la vie des femmes rurales, à défendre des droits des hommes et des femmes, et à aider les victimes de la guerre, en particulier les femmes victimes d'actes de violence sexuelle. Ce travail est concentré dans la république démocratique du Congo et notamment dans la province du Nord-Kivu. Elle a fait l'objet, à plusieurs reprises, de menaces d'arrestation ou de mort.

## Biographie
Masika Bihamba obtient un diplôme national en 1985, et effectue ensuite une formation supérieure en développement communautaire, en planification de l'activité, en médiation et gestion des conflits. En 2002, elle contribue à Human Rights Watch, travaillant sur la condition des femmes dans l'est de la RDC.
En 2002, Masika Bihamba contribue à la réalisation d'une étude sur la violence commise contre les femmes dans les camps d'urgence mis en place pour les personnes déplacées, à la suite de l'éruption du volcan Nyiragongo. Après consultation avec d'autres organisations, elle décide de créer une association, la Synergie des Femmes pour les Victimes des Violences Sexuelles (SFVS),. Dès les années suivantes, la SFVS fournit des assistances psychologiques, médicales et juridiques, aux femmes victimes de violences et recueille les témoignages sur les viols perpétrés dans le Nord-Kivu, en vue de constituer un dossier pour un éventuel procès à la Cour Pénale Internationale (CPI),, appelant à l'arrestation et au jugement des auteurs présumés.
Masika Bihamba est également un membre actif d'un large éventail d'autres réseaux, tels que Oxfam International, Human Rights Watch, Amnesty International, le Centre belge de coopération au développement, l'Agence des États-Unis pour le développement international (USAID), et d'autres agences humanitaires, politiques et de développement.
Le 18 septembre 2007, six soldats des forces armées de la République démocratique du Congo (FARDC), font irruption dans son domicile à Goma. Les hommes demandent Masika Bihamba, qui est absente, et se mettent à fouiller la maison. Une jeune fille est agressée sexuellement, et une autre reçoit un coup de pied dans le visage avec une telle force qu'une dent est cassée. Lorsque Masika Bihamba revient à son domicile durant l'attaque, les hommes fuient. Les auteurs présumés sont identifiés plus tard comme étant des soldats constituant la garde personnelle d'un colonel des FARDC, mais ne sont pas arrêtés ou jugés, malgré le dépôt d'une plainte en justice contre eux par Masika Bihamba neuf jours après l'attaque,.
En juin 2010, elle témoigne à la Conférence de Révision du Statut de Rome de la Cour pénale internationale (CPI) à Kampala, en Ouganda. Elle souligne l'importance de la mise en œuvre de mesures visant à soutenir les femmes victimes de crimes sexuels et souffrant souvent, de ce fait, d'un traumatisme et de stigmatisation. De son point de vue, ce type d'aide est insuffisant et ne devrait pas se limiter à l'aide financière.
Elle continue dans les années 2010 à subir des attaques et des menaces. Le 27 décembre 2010, un magistrat de la ville de Goma du département du Procureur Militaire du Département, menace Masika Bihamba d'être arrêtée si elle continue à dénoncer les violations des droits humains commises dans l'est de la RDC. Ceci fait suite à son apparition le 28 novembre, dans un programme de TV5 Monde intitulé Et si vous me disiez toute la vérité, au cours de laquelle Masika Bihamba parle en particulier à propos de l'impunité, des actes de violence sexuelle, les violations des droits humains perpétrées par le général Bosco Ntaganda, et de l'impunité dont il jouit. En Mars 2011, Masika Bihamba reçoit des menaces résultant de ses activités sur les droits humains, en particulier de ses appels pour la mise en œuvre rapide de la Section 1502 de la loi américaine Dodd-Frank Act, consacré à la traçabilité de l'approvisionnement des “minerais de conflit” de la RDC, la situation à l'Est de ce pays étant en partie liée à l’exploitation illégale de ressources naturelles. Le 14 mars 2012, lors d'une interview sur la BBC, Masika Bihamba appelle de nouveau  à l'arrestation de Bosco Ntaganda. Quelques semaines plus tard, le 10 avril, elle et d'autres dirigeants de la société civile Congolaise rencontrent le Président Joseph Kabila, en répétant les appels pour l'arrestation de Bosco Ntaganda. Le 27 avril, elle reçoit des menaces de mort par SMS et téléphone. À la suite d'une action d'intimidation des  hommes de Bosco Ntaganda qui entourent la maison de son plus jeune frère, elle fuit Goma pour un exil temporaire dans un pays européen. Elle retourne en RDC en 2013, après que Bosco Ntaganda se fut livré, permettant son procès par la Cour pénale internationale.

## Ouvrages
- Justine Masika Bihamba, Femme debout face à la guerre, La Tour-d'Aigues, Éditions de l'Aube, 2024, 225 p. (ISBN 9782815958721, OCLC 1424936632, présentation en ligne)

## Prix et distinctions
- Justine Masika Bihamba a été l'une des 1000 femmes, proposées pour le Prix Nobel de la Paix 2005[4].
- Le 10 décembre 2008, elle reçoit le prix du gouvernement des Pays-Bas, le Mensenrechtentulp, ou Tulipe  des droits humains[4],[12].
- En 2009, elle reçoit le prix international Pax Christi pour la Paix[4],[13].